# DVB-T
DVB-T је скраћеница за Digital Video Broadcasting — Terrestrial, односно „земаљско — дигитално видео емитовање“ и представља  стандард Европског конзорцијума за емисиони пренос дигиталне земаљске телевизије. Овај систем преноси сабијен дигитални звук, видео и друге податке у MPEG преносном току, користећи COFDM модулацију.

## Основе
Уместо преноса података на једној радио фреквенцији носиоца, OFDM дели дигитални ток података на велики број мањих дигиталних токова, који сваки дигитално модулише скуп блиско одвојених суседних фреквенција за пренос.
У случају DVB-T, постоје две могућности за број носилаца познатих као 2K-мод или 8K-мод.
То су заправо 1705 или 6817 носилаца који су приближно 4 kHz, односно 1 kHz, одвојени.